# Lijst van zoogdieren met Nederlandse namen - R
Dit is een lijst van zoogdieren met Nederlandse namen met als beginletter van hun wetenschappelijke naam een R.
| Wetenschappelijke naam      | Eerste keuze                 | Overige Nederlandse namen                                                                                   | Commentaar |
| --------------------------- | ---------------------------- | --- | ---------- |
| Rangifer tarandus           | Rendier                      | |            |
| Raphicerus campestris       | Steenbokantilope             | Steenbokkie, Steenantilope                                                                                  |            |
| Raphicerus melanotis        | Grijsbok                     | |            |
| Raphicerus sharpei          | Sharpes grijsbok             | |            |
| Rattus enganus              | Engganorat                   | |            |
| Rattus exulans              | Polynesische rat             | Fijirat, Pacifische rat                                                                                     |            |
| Rattus montanus             | Nillubergrat                 | |            |
| Rattus norvegicus           | Bruine rat                   | |            |
| Rattus rattus               | Zwarte rat                   | huisrat, dakrat                                                                                             |            |
| Rattus tanezumi             | Aziatische zwarte rat        | |            |
| Ratufa bicolor              | Tweekleurige reuzeneekhoorn  | Djelarang                                                                                                   |            |
| Ratufa indica               | Voor-Indische reuzeneekhoorn | Indiase reuzeneekhoorn, Malabarreuzeneekhoorn                                                               |            |
| Redunca arundinum           | Grote rietbok                | Gewone |            |
| Redunca fulvorufula         | Bergrietbok                  | |            |
| Redunca redunca             | Bohorrietbok                 | |            |
| Reithrodontomys humulis     | Oostelijke oogstmuis         | |            |
| Reithrodontomys megalotis   | Westelijke oogstmuis         | |            |
| Reithrodontomys raviventris | Strandoogstmuis              | Amerikaanse oogstmuis                                                                                       |            |
| Rhabdomys pumilio           | Streepmuis                   | |            |
| Rhagomys rufescens          | Braziliaanse boommuis        | |            |
| Rheithrosciurus macrotis    | Borneo-eekhoorn              | |            |
| Rhinoceros sondaicus        | Javaanse neushoorn           | |            |
| Rhinoceros unicornis        | Indische neushoorn           | |            |
| Rhinolophus alcyone         | Alcyonehoefijzerneus         | |            |
| Rhinolophus blasii          | Blasiushoefijzerneus         | Blasius' hoefijzerneus                                                                                      |            |
| Rhinolophus convexus        | Bolle hoefijzerneus          | |            |
| Rhinolophus denti           | Denthoefijzerneus            | |            |
| Rhinolophus euryale         | Paarse hoefijzerneus         | middelste hoefijzerneus                                                                                     |            |
| Rhinolophus ferrumequinum   | Grote hoefijzerneus          | |            |
| Rhinolophus hildebrandtii   | Hildebrandthoefijzerneus     | |            |
| Rhinolophus hipposideros    | Kleine hoefijzerneus         | |            |
| Rhinolophus landeri         | Landerhoefijzerneus          | |            |
| Rhinolophus maclaudi        | Maclaudhoefijzerneus         | |            |
| Rhinolophus mehelyi         | Mehelyhoefijzerneus          | Mehely's hoefijzerneus                                                                                      |            |
| Rhinopithecus avunculus     | Tonkinstompneusaap           | |            |
| Rhinopithecus bieti         | Bruine stompneusaap          | Yunnanstompneusaap, zwarte stompneusaap                                                                     |            |
| Rhinopithecus brelichi      | Witmantelstompneusaap        | Guizhoustompneusaap, grijze stompneusaap                                                                    |            |
| Rhinopithecus roxellana     | Gouden stompneusaap          | Roxellanastompneusaap, Stompneusaap, goudaap, Roxellaneaap                                                  |            |
| Rhinopoma hardwickii        | Kleine klapneusvleermuis     | |            |
| Rhinosciurus laticaudatus   | Breedstaarteekhoorn          | Langsnuiteekhoorn                                                                                           |            |
| Rhizomys sinensis           | Chinese bamboerat            | |            |
| Rhizomys sumatrensis        | Sumatraanse bamboerat        | |            |
| Rhombomys opimus            | Grote renmuis                | |            |
| Rhynchocyon chrysopygus     | Goudstuitslurfhondje         | Geelstuitolifantspitsmuis                                                                                   |            |
| Rhynchocyon cirnei          | Gevlekt slurfhondje          | |            |
| Rhynchocyon petersi         | Steppeslurfhondje            | Zwartrood slurfhondje                                                                                       |            |
| Rhynchogale melleri         | Mellermangoeste              | |            |
| Rhyncholestes raphanurus    | Chiliopossummuis             | |            |
| Rhynchomeles prattorum      | Cerambuideldas               | |            |
| Rhynchomys soricoides       | Neusrat                      | |            |
| Rhynchonycteris naso        | Langneusvleermuis            | |            |
| Romerolagus diazi           | Vulkaankonijn                | |            |
| Rousettus aegyptiacus       | Nijlroezet                   | |            |
| Rucervus duvaucelii         | Barasingahert                | Moerashert, Barashinga, Barashingha, Barasingha, Barashingahert, Barashinghahert, Barasinghahert, Barasinga |            |
| Rucervus eldii              | Lierhert                     | Thamin, Elds hert                                                                                           |            |
| Rucervus schomburgki        | Schomburgk-hert              | |            |
| Rupicapra pyrenaica         | Pyrenese gems                | |            |
| Rupicapra rupicapra         | Gems                         | |            |
| Rusa alfredi                | Prins-Alfredhert             | Visayanhert                                                                                                 |            |
| Rusa marianna               | Filipijnse sambar            | |            |
| Rusa timorensis             | Javaans hert                 | Rusa, Timorees hert, Timorhert, Russa, Manenhert                                                            |            |
| Rusa unicolor               | Sambar                       | Paardhert                                                                                                   |            |

A · 
B ·
C ·
D ·
E ·
F ·
G ·
H ·
I ·
J ·
K ·
L ·
M ·
N ·
O ·
P ·
R ·
S ·
T ·
U ·
V ·
W ·
X ·
Z